# Mayte Martín
Mayte Martín (Barcelona, 19 d'abril de 1965) és una cantaora catalana de flamenc, i també una cantant de tota mena de cançons i melodies. Mayte Martín és el nom artístic de María Teresa Martín Cadierno.

## Trajectòria artística
Cantaora de flamenc i cantant de boleros i cançons, també és compositora. Va enregistrar el seu primer disc, Muy frágil, l'any 1994, un treball de flamenc tradicional alternat amb temes propis. Més tard enregistrà el seu segon disc amb boleros, al costat del pianista Tete Montoliu amb el títol Free boleros el 1996, a partir d'un concert en directe al Convent de Sant Agustí Vell, de Barcelona, durant el Festival Grec. Aquell any Mayte Martín fou guardonada amb el Premi Ciutat de Barcelona de Música. L'any 2000 edità el seu segon disc de flamenc: Querencias, basat en el contingut musical del primer espectacle que presentava amb la bailaora Belén Maya.
El 2003 enregistrà boleros clàssics i cançons seves en el quart treball de la seva discografia, Tiempo de amar, amb la col·laboració de la cantant cubana Omara Portuondo. També el 2003, la companyia Mayte Martín-Belén Maya estrenà l'espectacle Flamenco de Cámara. El 2005 i 2006 presenta el seu espectacle d'aniversarsi Mis 30 años de amor al arte en què interpreta temes de la seva trajectòria flamenca i també boleros, es va estrenar el 22 de setembre de 2005 al Palau de la Música Catalana de Barcelona, amb posterior gira per altres teatres.
El 2007 i amb les pianistes Katia i Marielle Labèque presenta un nou projecte amb el títol De fuego y de agua, en què inclouen cançons populars espanyoles que va recollir Federico García Lorca, juntament amb temes de Joaquín Rodrigo, Manuel de Falla, Enric Granados, Paco de Lucía, Carlos Gardel, diferents temes del repertori de Mayte Martín i altres escrits per a aquest treball per Joan Albert Amargós i Lluís Vidal, autors dels arrenjamentes per a veu i dos pianos, aquest treball és editat l'estiu de 2008: De fuego y de agua (KML, 2008).
El 2009, Mayte Martín publica i transforma en disc el seu espectacle alCANTARa MANUEL amb versos del poeta malagueny Manuel Alcántara que José Luis Ortiz Nuevo li va encarregar per musicar en homenatge al poeta per la biennal de flamenc de Màlaga el 2007.
La seva versió del bolero "Procuro olvidarte" és la banda sonora del documental Bicicleta, cullera, poma dirigit per Carles Bosch el 2010. El 2012 autoedita el seu nou disc de boleros: "Cosas de dos" enregistrat en directe en els concerts d'11 i 12 de maig de 2012 a la Sala Luz de Gas de Barcelona.
El 24 de gener del 2013 estrenà el seu espectacle en directe Por los muertos del cante a l'escenari de la Cúpula Las Arenas de Barcelona, recreant alguns cantes que l'han emocionat a la seva vida.
El 2017 va publicar el seu disc Tempo rubato, finançat a través de micromecenatge, que conté principalment temes propis i en els arranjaments del qual va col·laborar Joan Albert Amargós. L'àlbum va assolir el lloc 30è a la llista de vendes d'Espanya. El 2024 va presentar Tatuajes, en què va rendir homenatge a clàssics de la cançó d'autor i la cançó llatinoamericana en format de quartet.

## Premis i reconeixements
- 1987ː «Lámpara Minera» al Festival del Cant de les Mines[11]
- 1996ː Premi Ciutat de Barcelona de música[12]
- 2019ː Premi de Cultura de la Comunitat de Madrid[13]
- 2021ː Medalla d'Or al Mèrit a les Belles Arts[14]
- Al 2024 li va ser concedit el Premi Nacional de Cultura de la Generalitat de Catalunya, que va rebre i agrair com un reconeixement a la seva filosofia de vida, que sempre ha sentit l'art lligat a l'ètica i a l'amor.[15]

## Discografia oficial
- Muy frágil (1994)
- Free boleros (1996) amb Tete Montoliu
- Querencia (2000)
- Tiempo de amar (2002)
- De fuego y de agua (2008) amb les germanes Katia i Marielle Labèque al piano.
- Al cantar a Manuel (2009), sobre poemes del poeta malagueny Manuel Alcántara.
- Cosas de dos (2012), repertori de boleros i cançons d'amor.

- Tempo Rubato (2017).
- Tatuajes (2024).